# في. تي هاملين
في. تي هاملين (بالإنجليزية: V. T. Hamlin)‏ هو رسام كارتون أمريكي، ولد في 10 مايو 1900 في بيري في الولايات المتحدة، وتوفي في 14 يونيو 1993 في بروكسفيل في الولايات المتحدة.